# Johnson Kelly Duncan

General Duncan

Johnson Kelly Duncan (* 19. März 1827 in York, Pennsylvania; † 18. Dezember 1862 in Knoxville, Tennessee) war ein Brigadegeneral der Konföderierten im Sezessionskrieg.

## Leben
Duncan wurde 1827 in Pennsylvania geboren. Nach seiner normalen Schulzeit besuchte er die Militärakademie in West Point, New York, die er 1849 als fünftbester seines Jahrgangs abschloss. Danach diente er als Leutnant im US-Heer und nahm am dritten Seminolenkrieg in Florida teil. 1855 quittierte er den Dienst und half beim Aufbau der Verwaltung von New Orleans, Louisiana.
Bei Ausbruch des Sezessionskrieges trat er im Rang eines Obersten der Artillerie in die Dienste des konföderierten Heeres ein. Seine erste Aufgabe war die Verteidigung von Fort Jackson und Fort St. Philip ungefähr 25 Meilen nordwestlich der Mündung auf beiden Ufern des Mississippi 75 Meilen stromabwärts von New Orleans. Am 7. Januar 1862 wurde Duncan zum Brigadegeneral befördert und hatte 500 Mann und 80 Geschütze unter sich. 
Am 18. April 1862 begann der Angriff von Flag Officer David Glasgow Farragut, einem späteren Admiral der US-Marine, auf die von Duncan kommandierten Forts mit einer Flottille und einem mehrstündigen Bombardement. Duncan und seine Männer hielten die Verteidigung bis zum 24. April aufrecht. An diesem Tag gelang es Farragut die durch den Mississippi gespannte Kette zu durchbrechen. Nach der Einnahme von New Orleans griff Generalmajor Benjamin Franklin Butler die Forts aus Norden gemeinsam mit den Marineverbänden an. Am 30. April kapitulierte Duncan auf und wurde gefangen genommen.
Nach seiner Freilassung am 27. August 1862 kehrte er zum Heer zurück und bekam das Kommando über eine Brigade der Infanterie und nahm am „Heartland“-Feldzug teil. Danach wurde er Stabschef von General Braxton Bragg in Tennessee, verstarb jedoch kurz darauf in Knoxville an Typhus.